# 邕北壮语
邕北土语是壮语北部方言的一种。分初在邕江北面的武鸣、平果、横县、宾阳等县和邕宁县的北部等地。当地壮人一般自称“布壮”(pou4çu:ŋ5)或“布板”(pou4ba:n3)。其语音特点是：有ɣ、ɳ的独立声类，如ɣa1(找)、ɣam4(水)、ɳa5(渣)、ɳɯ1(草)等。其他北部方言中的腭化音pj、kj、mj，该土语读成复辅音pl、kl、ml。如武鸣话的pIa:i3(走)、klai1(远)、mla:i2(口水)。
多数地方有ei、ou韵，少数并入ai、au(如武鸣)。长高元音韵母一般都带过渡音，如fɯən3(山歌)、siəŋ1(伤)、plɯək7(芋头)。长元音的促声韵有分化现象，如武鸣话的pa:k7(嘴)、ta:p7(塔)、na:k9(水獭)、ha:k8(学)。第7、第8长调都各分化出一个派调来。就北部方言来说，本土语的内部一致性较差，如ɣ声类，武鸣读ɣ、横县读b。他处的一部分t声母，武鸣也读ɣ，如：ta:i1(死)、ta1(眼睛)；武鸣读ɣa:11、ɣa1。同一调类的词，各地调值差别也较大。标准壮语虽然是以武鸣话为基础，但与之并不完全相同。